# Лажни свједок
Лажни свједок је босанскохерцеговачка хумористичка ТВ серија. Серија је настала у продукцији ФИСТ. За режију је задужен Елмир Јукић, док сценарио пише Феђа Исовић. Директор фотографије је Миленко Ухерка. Серија је јако добро прихваћена код гледаоца у Хрватској. Прву епизоду серије гледало је око 428 хиљада гледаоца те се серија нашла на топ 5 листи најгледанијих серија на програму НовеТв. 

## Радња
Радња серије прати адвоката Ненада (Александар Сексан) и одвјетника Зијада (Богдан Диклић).

## Улоге
| Глумац              | Улога    |
| ------------------- | -------- |
| Богдан Диклић       | Зијад    |
| Александар Сексан   | Ненад    |
| Јелена Ступљанин    | Весна    |
| Адмир Гламочак      | Рифет    |
| Алмир Курт          | Керим    |
| Жељко Дувњак        | Симо     |
| Јасна Диклић        | Аиша     |
| Жарко Радић         | Иван     |
| Драган Маринковић   | Цумпо    |
| Миленко Иликтаревић | Судија 1 |
| Наташа Иванчевић    | Судија 2 |